# Glandulosa kinzelbachi
Glandulosa kinzelbachi är en insektsart som beskrevs av Carl Otto Harz 1979. Glandulosa kinzelbachi ingår i släktet Glandulosa och familjen syrsor. Inga underarter finns listade i Catalogue of Life.